# Oxyothespis villiersi
Oxyothespis villiersi es una especie de mantis de la familia Mantidae.

## Distribución geográfica
Se encuentra en Sudán.